# Palpomyia lacteipennis
Palpomyia lacteipennis är en tvåvingeart som beskrevs av Remm 1976. Palpomyia lacteipennis ingår i släktet Palpomyia och familjen svidknott. Inga underarter finns listade i Catalogue of Life.